# Papin Angelus

Papin Angelus, redoviti je nedjeljni nagovor Svetoga Oca na Trgu svetoga Petra u Vatikanu, obično na talijanskom jeziku, nakon podnevne molitve Anđeo Gospodnji (lat. Angelus) s okupljenim vjernicima, a u sklopu papine opće audijencije. Službena je to papina nedjeljna propovijed čiji sadržaj prate i prenose katoličke i svjetovne novinske agencije i tisak, posebno rimski (pr. L'Osservatore Romano) i talijanski. Nakon Angelusa uobičajeno je primanje (audijencija) vjernika laika, vjerskih zajednica, hodočasnika, ali i predstavnika svjetovnih i vjerskih ustanova, organizacija i pripadnika vlasti. Papin Angelus svojevrsna je tjedna poruka općoj Crkvi, a koja izrazom i načinom propovijedanja uvelike obilježava svakoga pojedinoga papu i njegov pontifikat.